# Gesundheitsministerium (Ruanda)

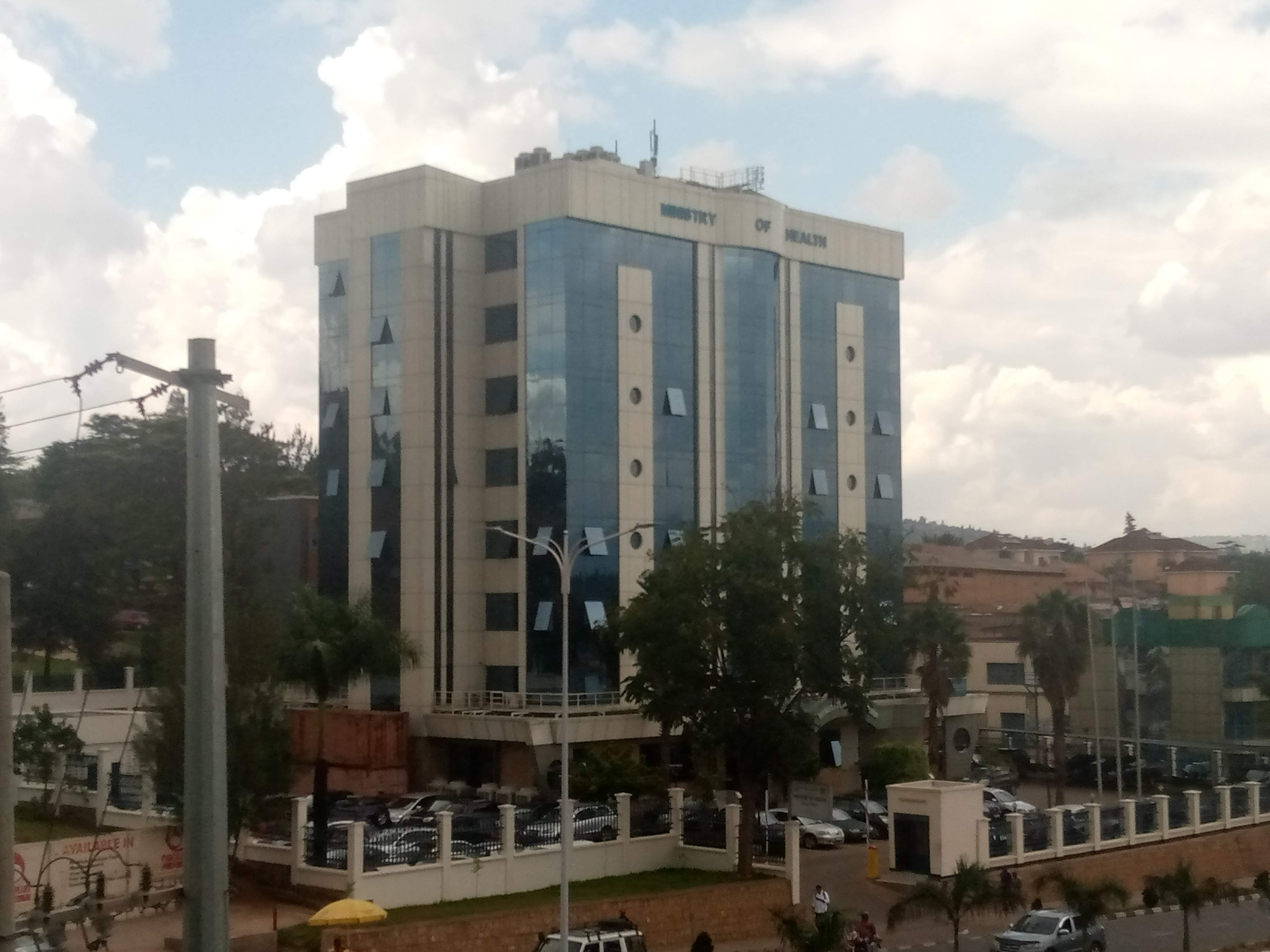
Gesundheitsministerium in Kigali

Das ruandische Gesundheitsministerium (englisch Ministry of Health kurz MoH, Kinyarwanda Minisiteri y'Ubuzima, französisch Ministère de la Santé) ist eines der Ministerien der Regierung Ruandas. Der Hauptsitz befindet sich im Sektor Kicukiro des gleichnamigen Distrikts Kicukiro in Kigali.

## Liste der Gesundheitsminister (unvollständig)
- 04/1994–07/1994: Casimir Bizimungu
- 1994–1997: Joseph Karemera[1]
- 1997–1999: Vincent Biruta
- 09/2004–2008: Jean-Damascène Ntawukuriryayo[2][3]
- 2011–2016: Agnès Binagwaho[4]
- 10/2016–02/2020: Diane Gashumba[5][6]
- 02/2020–11/2022: Daniel Ngamije[6][7]
- ab 11/2022: Sabin Nsanzimana[8][7]